# Oratorio del Santissimo Sacramento

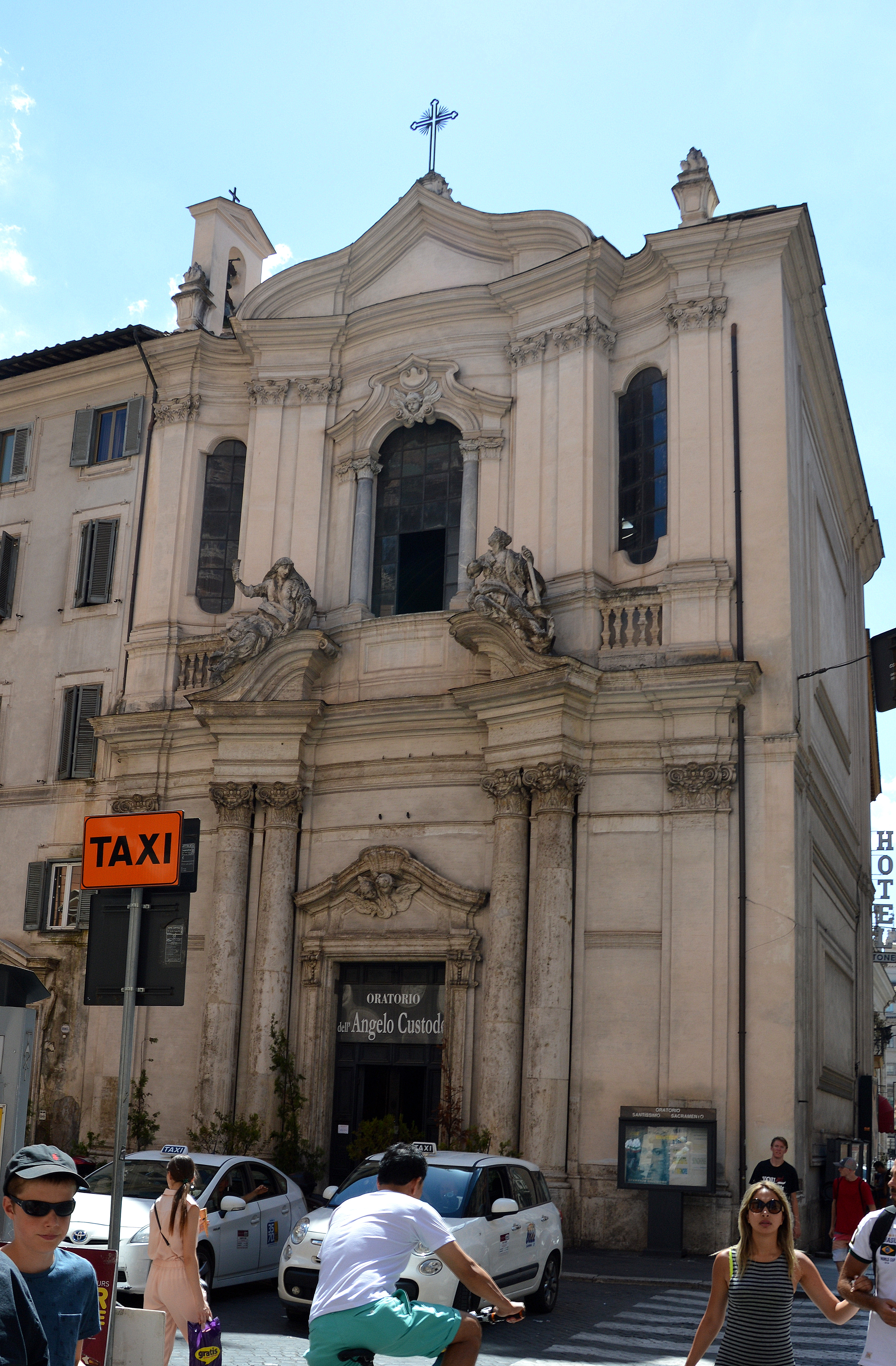
Oratorio del Santissimo Sacramento

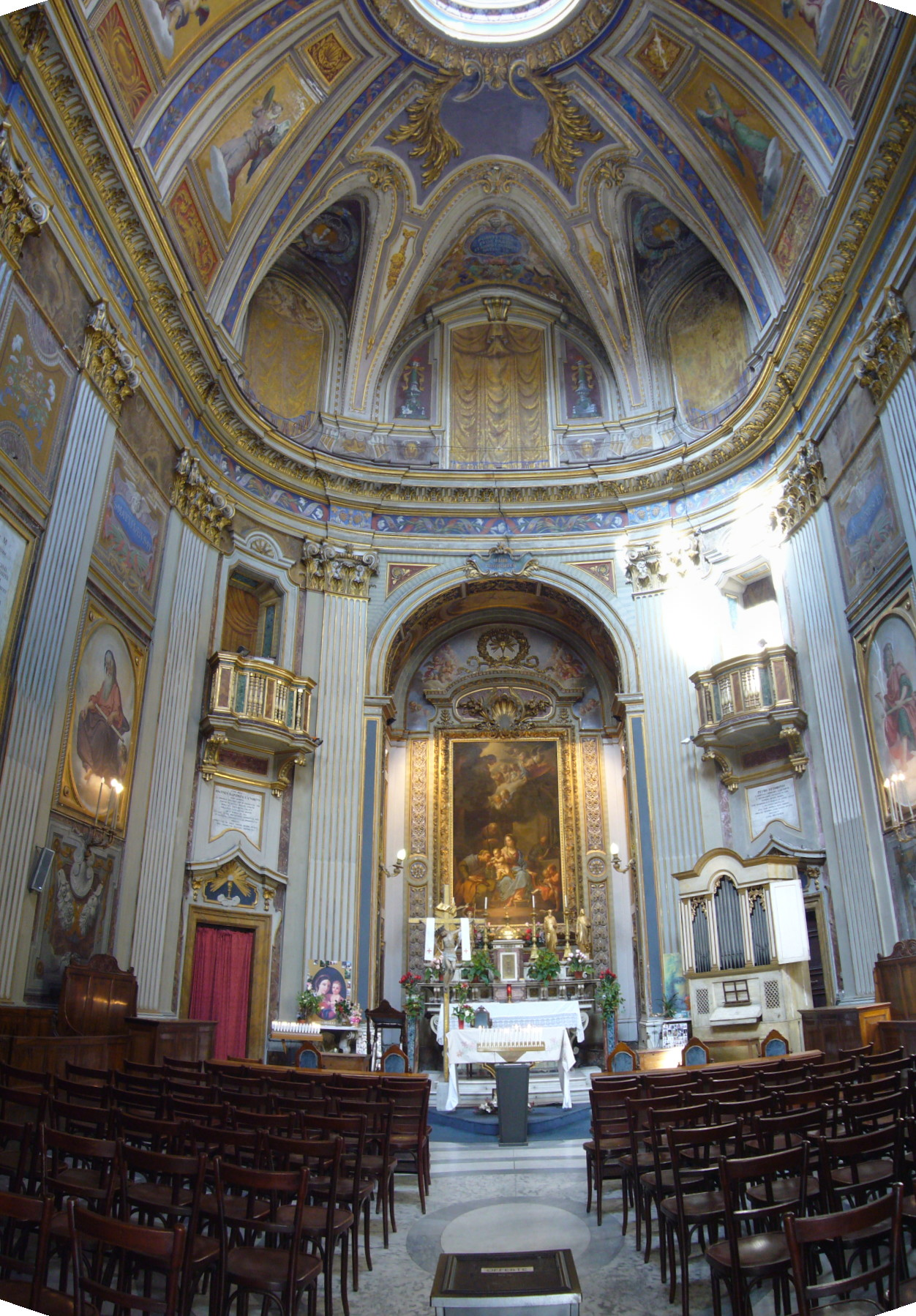
Innenraum

Das Oratorio del Santissimo Sacramento ist eine katholische Kirche in der italienischen Hauptstadt Rom.

## Lage
Sie befindet sich im Rione Trevi, an der Adresse Piazza Poli 11. Nördlich verläuft die Via del Tritone, südlich die Via del Mortaro.

## Architektur und Geschichte
Die Kirche entstand zwischen 1576 und 1596 für die Bruderschaft Ss.Sacramento. Im Jahr 1681 erfolgte durch Carlo Rainaldi ein Umbau im Stil des Barock. Im 18. Jahrhundert erfolgte durch Domenico Gregorini in Zusammenarbeit mit De Dominicis, Marchionni und Valadier ein weiterer Umbau. Luigi Martinori gestaltete 1875 den Innenraum des Gebäudes um. 
Die nach Osten ausgerichtete Fassade ist durch konvexe und konkave Flächen geprägt. Das Portal ist von zwei Pilastern flankiert, die von einem gebrochenen Tympanon und jeweils von einer Marmorstatue bekrönt werden. Die Statuen wurden von Paolo Benaglia im 18. Jahrhundert geschaffen und stellen Glaube und Hoffnung dar. Direkt oberhalb des Portals befinden sich zwei Engelsfiguren. Oberhalb des Portals befindet sich ein großes von zwei Säulen und Pilastern gerahmtes Bogenfenster.
Im Kircheninneren ist der Hauptaltar mit einem die Heilige Familie darstellenden Altarbild von Francesco Trevisani versehen.